# Canariphantes alpicola
Canariphantes alpicola là một loài nhện trong họ Linyphiidae.
Loài này thuộc chi Canariphantes. Canariphantes alpicola được Jörg Wunderlich miêu tả năm 1992.